# 윤경현 (법조인)
윤경현(尹景鉉, 1936년 1월 29일 ~ )은 대한민국의 법조인(판사 출신의 변호사)이다.

## 주요 경력
- 고등고시 사법과 합격(1957년)
- 경북 대구지법 예하 판사
- 경북 대구지법 영덕지원 예하 지원장
- 사회복지법인 새들원 이사장
- 사회복지법인 천광 이사장
- 국방대학교 객원교수(1990년 8월 ~ 1991년 2월)
- 윤경현 법률사무소 대표 변호사